# Hemerodromia xizangensis
Hemerodromia xizangensis är en tvåvingeart som beskrevs av Yang 1991. Hemerodromia xizangensis ingår i släktet Hemerodromia och familjen dansflugor.
Artens utbredningsområde är Tibet. Inga underarter finns listade i Catalogue of Life.